# معركة جبل بوكحيل
معركة جبل بوكحيل وَتُسمى أيضًا معركة 48 ساعة، في قلب سلسلة جبال أولاد نايل وَعلى بعد 18 كيلومتر من مدينة مسعد بولاية الجلفة. والتي وقعت على جبل بوكحيل.

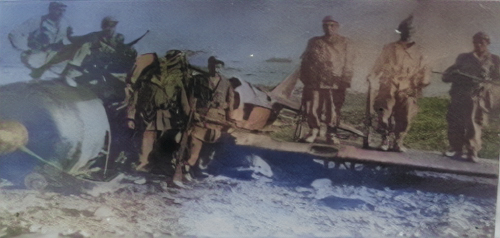
احدى الطائرات التي اسقِطَت في معركة جبل بوكحيل.

وتعتبر معركة جبل بوكحيل هذه من أعنف المعارك التي خاضها عناصر جيش التحرير الوطني بالولاية السادسة، وَهي معركة تزامنت مع إجراء المفاوضات بين الحكومة المؤقتة وَالجانب الفرنسي،  معركة أفشلت كل محاولات فرنسا لفصل منطقة الصحراء.

## موقع معركة
جرت أحداث المعركة في منطقتي الكرمة وَجريبيع وَهُما عبارة عن جبال صخرية ترابية تتخللها شعاب عميقة، وَيعتبرُ الموقعان من الأماكن الإستراتيجية المحصنة والمفضلة للقتال لدى المجاهدين، وكلا الموقعين في الوجه الجنوبي لجبل بوكحيل غير أن موقع جريبيع أكثر إستراتيجية وحصانة من الكرمة. التي دامت يومين كاملين.
أما من جهة التقسيم الإداري الثوري

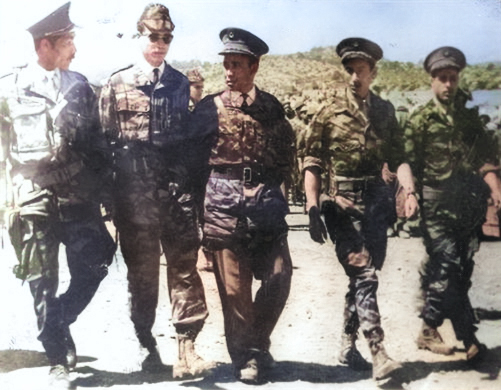
قادة الولاية التاريخية السادسة/ محمد الشريف خير الدين، عمر صخري، محمد شعباني، حسين الساسي، سليماني سليمان "لكحل".

الكرمة  في قسمة 57 الناحية 2 المنطقة 3 الولاية 6.
جريبيع في قسمة 56 الناحية 2 المنطقة 3 الولاية 6.
وهما في التقسيم الإداري الحالي بتراب بلدية عمورة دائرة فيض البطمة ولاية الجلفة ( حوالي 110 إلى 115 كم جنوب مقر الولاية ).

## تشكيلة
تشكيلة جيش التحرير الوطني التي قادت المعركة
شارك فيها من الناحية الأولى من المنطقة الثالثة الولاية السادسة:
- 12 مجاهد من كتيبة قسمة 53 بقيادة العريف الأول العسكري بلقاسم مستاوي.
- 50 مجاهدا من كتيبة قسمة 54 بقيادة المساعد عبد الجبار بن المداني.

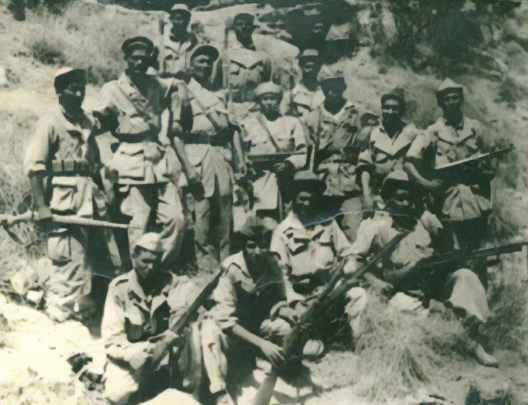
فرقة من المجاهدين الذين شاركوا في معركة جبل بوكحيل يتوسطهم الشهيد عثمان ركبة والشهيد الصادق شبشوب وَزوجته "عيدة".

شارك من الناحية الثانية من المنطقة الثالثة  الولاية السادسة:
- 70 مجاهدا من كتيبة قسمة  55 بقيادة المساعد محمد كحلة.
- 60 مجاهدا من كتيبة قسمة 56 بقيادة المساعد على قوجيل.
- 70 مجاهدا من كتيبة قسمة 57 بقياد المساعد لخذاري زيان.
- 50 مجاهد من كتيبة قسمة 58 بقيادة المساعد محمد الهادي عبد السلام.

شارك من مركز الناحية الثانية من المنطقة الثالثة الولاية السادسة:
- 20 مجاهدا بقيادة الضابط علي الشريف.
- 10 مجاهدين من مركز قيادة المنطقة الثانية بقيادة الضابط الشهيد مخلوف مخلوفي بن قسيم والملازم الأول بوجمعة قرمة والملازم ثامر بشيري.
- 30 مجاهدا من مركز قيادة الولاية السادسة على رأسهم العقيد محمد شعباني والضابط الصادق شبشوب من الولاية الأولى (أوراس) رفقة زوجته وكانا ضيفين على الولاية السادسة.[3]

## أسباب المعركة
ومن أسباب المعركة:
1. تسرب معلومات إلى قيادة الجيش الفرنسي حول يوم وَمكان الاجتماع الذي قاده قائد الولاية السادسة العقيد محمد شعباني ومجموعة من قادة القوات الإقليمية برفقة حوالي 400 عنصر من المجاهدين.
2. الاجتماع الموسع لقيادة الولاية بالمنطقة الثالثة بهدف تقديم التوجيهات وَتوزيع الترقيات، ترأس الاجتماع العقيد محمد شعباني وَحضرهُ على الخصوص: عمر صخري قائد المنطقة الرابعة، سليماني سليمان قائد المنطقة الثانية، مخلوف مخلوفي بن قسيم قائد المنطقة الثالثة.
3. انضمام ثلاثة من المجندين في الجيش الفرنسي من مركز مسعد بتاريخ 12 أغسطس 1961 محملين ببعض الأسلحة والذخيرة مما أثار غضب السلطات الاستعمارية بالمنطقة.

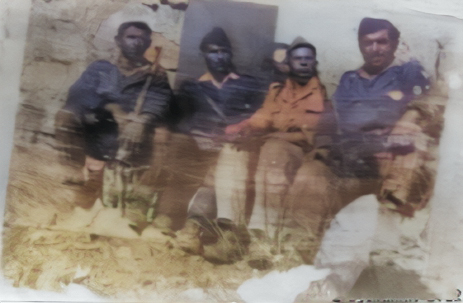
من اليمين إلى اليسار :مناد لعراف – مختار شرون –على الشريف – مختار مخلط.

## أحداث اليوم الأول
أحداث اليوم الأول من المعركة 17 سبتمبر 1961
- في مساء 16 سبتمبر 1961، كانت قيادة الولاية السادسة تحضر تدريبات الجيش عندما اكتشفتها طائرات استكشافية للعدو.
- القيادة اتخذت إجراءات فورية بتوزيع الكتائب واستعداد الجيش في المواقع الدفاعية.
- في منتصف الليل، رصدت دورية الحراسة أضواء شاحنات العدو تتجه نحو الموقع.
- القوات العسكرية المعادية قادمة من مدن متعددة مثل الأغواط، الجلفة، وبسكرة، وقوامها الأولي 1200 عسكري.
- في 17 سبتمبر 1961، تم تطويق موقع "الكرمة" حيث تمركز جيش التحرير الوطني من قبل قوات العدو.
- شنت القوات المعادية هجوماً جوياً باستخدام الطائرات القاذفة والمقنبلة، تلاه قصف مدفعي مكثف.
- استخدم العدو دبابات وقوات مشاة مدعومة بالمدفعية الثقيلة، وحاصر مواقع جيش التحرير.
- استمرت المعركة طوال اليوم الأول مع تعزيز المجاهدين لمواقعهم الدفاعية.
- في نهاية اليوم الأول، عقد قادة الكتائب اجتماعاً لتقييم الوضع.
- أسفرت المعركة عن استشهاد قائدين وإصابة ثلاثة مجاهدين بجروح خطيرة.
- تم نقل الجرحى وخروج الجيش إلى موقع آخر أكثر حصانة خلال الليل تحت نيران العدو.
- بفضل استراتيجية ذكية من العقيد محمد شعباني، تمكنت الكتائب من اجتياز مجال الخطر والانسحاب بسلام إلى مركز "جريبيع".

## أحداث اليوم الثاني
أحداث اليوم الثاني من المعركة 18 سبتمبر 1961
- في صباح 18 سبتمبر 1961، استُشهد المجاهد "أحمد مونس" برصاص طائرتين كاشفتين بعد أن نام خارج خندقه بسبب التعب.
- الحادثة أدت إلى اكتشاف موقع المجاهدين، مما دفع الطائرات لإبلاغ قوات العدو.
- العدو حشد 1400 عسكري مدعومين بالمدرعات والطائرات لمحاصرة موقع "جريبيع" ودكه بالقذائف.
- بدأت معركة عنيفة بين الطرفين، استُخدمت فيها الطائرات المقاتلة والمدفعية الثقيلة.
- واجهت قوات العدو مقاومة شديدة من المجاهدين، مما دفعها إلى استخدام الطائرات لقصف وحداتها التي فرت من المعركة.
- استمر القتال حتى الليل، حيث اجتمع قادة الكتائب لمناقشة كيفية الخروج من الحصار.
- قررت القيادة تسلق حاجز ترابي غير مراقب من قبل العدو للفرار، ودفن شهداء اليوم الثاني.
- نُفذت خطة حربية ذكية بإطلاق البغال عبر الوادي لإلهاء العدو، مما سمح للمجاهدين بالانسحاب بسلام من الموقع.

## نتائج المعركة
- من جهة المجاهدين : شهيدان في اليوم الأول، وسبعة شهداء في اليوم الثاني، بالإضافة إلى سبعة جرحى خلال اليومين.
- من جهة العدو : 400 قتيل في اليوم الأول، و300 قتيل في اليوم الثاني ومن المصادر من تذكر 500 قتيل، ومثلها من الجرحى في اليومين.
- - إسقاط طائرات : أسقط المجاهدون في هذه المعركة ثلاث طائرات: واحدة من نوع ت 6، واثنتين من نوع ب 29.
- - الغنائم : عدة بنادق من نوع خماسي ألمان، بنادق خماسي أمريكان، 7 رشاشات ثقيلة 24 و30 أمريكان، رشاش ألمان، رشاش ماط 49، بنادق 86 عشاري انجليزي،  قنابل نار، قنابل متفجرة.

## مقالات ذات صلة
- حاشي عبد الرحمان
- زيان عاشور